# Gary Shuchuk
Gary Robert Shuchuk (* 17. Februar 1967 in Edmonton, Alberta) ist ein ehemaliger kanadischer Eishockeyspieler und -trainer, der in seiner aktiven Zeit von 1986 bis 2004 unter anderem für die Detroit Red Wings und Los Angeles Kings in der National Hockey League gespielt hat.

## Karriere
Gary Shuchuk begann seine Karriere als Eishockeyspieler in der Mannschaft der University of Wisconsin, für die er von 1986 bis 1990 aktiv war. In diesem Zeitraum wurde er im NHL Supplemental Draft 1988 als 22. Spieler von den Detroit Red Wings ausgewählt, für die er in der Saison 1990/91 sein Debüt in der National Hockey League gab, wobei er in seinem Rookiejahr in insgesamt neun Spielen drei Scorerpunkte, darunter ein Tor, erzielte. Die restliche Zeit im Franchise der Detroit Red Wings verbrachte er allerdings bei deren Farmteam, den Adirondack Red Wings aus der American Hockey League, mit denen er in der Saison 1991/92 den Calder Cup gewann.
Am 29. Januar 1993 wurde Shuchuk zusammen mit Jimmy Carson und Marc Potvin im Tausch für Paul Coffey, Sylvain Couturier und Jim Hiller an die Los Angeles Kings abgegeben, mit denen er am Saisonende ins Stanley-Cup-Finale einzog, in dem er mit seiner Mannschaft dem Rekordsieger Montréal Canadiens unterlag. Nach weiteren drei Jahren in Los Angeles, spielte der Angreifer in der Saison 1996/97 ausschließlich für die Houston Aeros in der AHL. Daraufhin ging der Kanadier erstmals nach Europa, wo er einen Vertrag in der Schweizer Nationalliga A bei Aufsteiger SC Herisau erhielt. Anschließend verbrachte er eine Spielzeit beim EC KAC aus der Österreichischen Eishockeyliga, ehe er für die Saison 1999/2000 nach Nordamerika zurückkehrte, wo er für die Orlando Solar Bears in der International Hockey League auflief.
Im Sommer 2000 wurde Shuchuk von der Düsseldorfer EG verpflichtet, die in der Vorsaison den Wiederaufstieg in die Deutsche Eishockey Liga erreicht hatte. Nach nur einem Jahr wechselte der ehemalige NHL-Spieler zu deren Ligarivalen Krefeld Pinguine, mit dem er in der Saison 2002/03 als Kapitän Deutscher Meister wurde. Daraufhin unterschrieb er beim AHL-Team Springfield Falcons, bei dem er nach einer Saison als Spielertrainer 2004 seine Laufbahn beendete.
Zwischen 2010 und 2017 war er als Assistenztrainer im College-Eishockey an der University of Wisconsin und der Michigan Tech beschäftigt. Anschließend betreute er die Janesville Jets in der North American Hockey League sowie die Madison Capitols AAA. Seit 2021 ist er Co-Trainer bei den Grizzlys Wolfsburg.

## Erfolge und Auszeichnungen
- 1990 WCHA First All-Star Team
- 1990 WCHA Most Valuable Player
- 1990 NCAA West First All-American Team
- 1992 Calder-Cup-Gewinn mit den Adirondack Red Wings
- 2003 Deutscher Meister mit den Krefeld Pinguinen